# Micheal Bergstrom

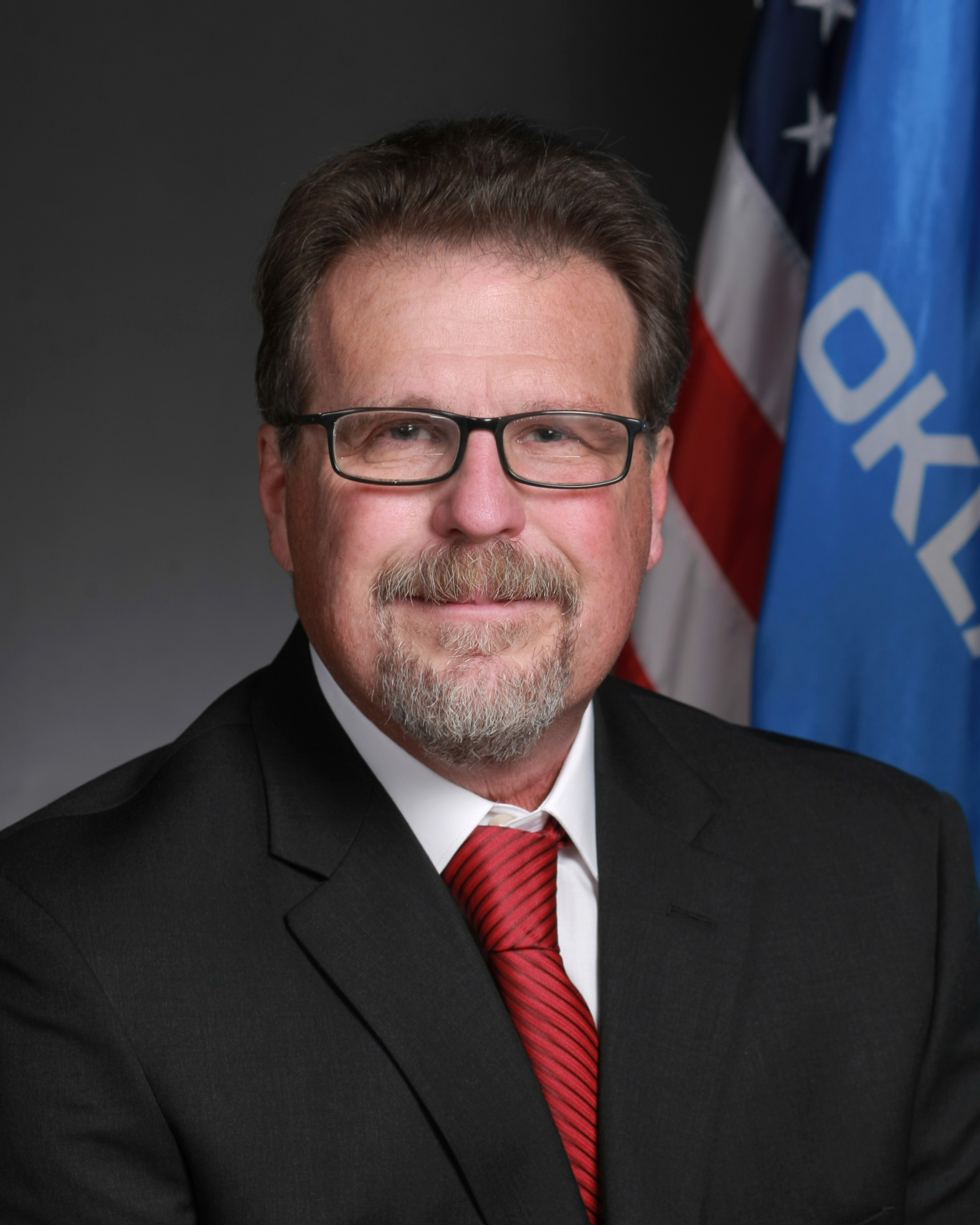

Micheal Ray Bergstrom (nascido em 30 de setembro de 1957) é um membro republicano do Senado do Estado de Oklahoma, representando o 1º distrito daquele Estado. Ele foi inicialmente eleito em novembro de 2016.   